# NGC 7243
NGC 7243 في الفهرس العام الجديد، هو نجم ثنائي، يقع في كوكبة الفرس الأعظم. اكتشف في 20 سبتمبر 1865 .

## روابط خارجية
- NGC 7243 على موقع ويكي سكاي: DSS2, SDSS, GALEX, IRAS, Hydrogen α, X-Ray, Astrophoto, Sky Map, Articles and images